# Palpozenillia diatraeae
Palpozenillia diatraeae är en tvåvingeart som beskrevs av Townsend 1914. Palpozenillia diatraeae ingår i släktet Palpozenillia och familjen parasitflugor. Inga underarter finns listade i Catalogue of Life.